# Autoportrait (Savoldo)
Pour les articles homonymes, voir Autoportrait (homonymie).
Autoportrait ou Portrait d'un homme en armure, autrefois appelé Portrait de Gaston de Foix, est un tableau peint à l'huile sur toile par Giovanni Gerolamo Savoldo vers 1525. Il est conservé au musée du Louvre à Paris.
Longtemps considéré comme un portrait du duc de Nemours Gaston de Foix (1489-1512), il s'agirait plutôt d'un autoportrait de Savoldo.

## Description
Trois vues du personnage coexistent dans le tableau : le visage est vu directement de trois-quarts et également de profil dans le miroir, et la main se reflète dans l'armure posée sur la table.

## Analyse
Cette recherche s'inspire des expériences de Giorgione sur l'image reflétée dans un miroir, dans l'eau ou dans le métal, 
Thème débattu sur la rivalité entre la Sculpture et la Peinture  : « Si la Sculpture permet de rendre les volumes, la Peinture ajoute les couleurs, c'est-à-dire le signe même de la vie. »